# Svatove
Svatove (ukrajinsky Сватове; rusky Сватово – Svatovo) je malé město v Luhanské oblasti na Ukrajině. Leží na řece Krasně zhruba 160 kilometrů severozápadně od Luhansku a v roce 2013 v něm žilo přes osmnáct tisíc obyvatel, k 1. lednu 2021 již jen přes šestnáct tisíc.

## Dějiny
Sídlo bylo založeno kozáky v roce 1606 pod jménem Svatova Lučka (ukrajinsky Сватова Лучка), v roce 1825 se stalo vojenskou základnou pluku kyrysníků a bylo přejmenováno na Novokaterynoslav (ukrajinsky Новокатеринослав). Současné jméno nese od roku 1923. Rozvoj urychlila výstavba nádraží na trati Kupjansk – Lysyčansk, která proběhla v letech 1894–1895. Roku 1904 byl při chrámu sv. apoštola Ondřeje založen kněžský seminář a ve dvacátých letech zrušen. Městem se Svatove stalo v roce 1938. Od 9. června 1942 do 31. ledna 1943 je okupovala německá armáda.
Po vyhlášení Luhanské separatistické republiky z dubna 2014 zůstalo Svatove ve správě Ukrajinců a stalo válečným polem Luhanské oblasti. Referendum o připojení k separatistům se zde nekonalo. Továrna i kolchoz byly roku 2014 privatizovány.
Navzdory ostřelování a obsazení města ruskou armádou zde byl 12. července 2020 posvěcen základní kámen budoucího kostela Panny Marie Bohorodičky. V červnu 2021 začal poblíž města archeologický průzkum skytské mohyly. V závěru srpna 2022 ve městě explodovala ruská vojenská základna.

## Ekonomika
Hospodářství je od počátku 20. století založeno na průmyslu, v němž pracuje přes dvanáct tisíc obyvatel. Jsou podniky zemědělské výroby: závod Nibulon na zpracování obilí, továrna na obrábění kovů a polygrafický závod.

## Pomníky
- V roce 1911 byl postaven pomník cara Alexandra II., v roce 1928 byl zničen. V roce 1945 byl nahrazen pomníkem obětem Velké vlastenecké války. Pomník V. I. Lenina z meziválečného období byl svržen 30. září 2014. V roce 2016 jej nahradil pomník Tarase Ševčenka.